# Henry Zakka
Henry Zakka (Caracas, 29 luglio 1956) è un attore e conduttore televisivo venezuelano.

## Biografia
È conosciuto maggiormente per aver recitato in diverse telenovelas, tra cui La casa de al lado, interpretando Igor Mora, nonché Amador Colina ne Una maid en Manhattan. È anche presentatore televisivo nel suo Paese ed è noto inoltre per aver diretto un documentario intitolato Chalino Sánchez - Una vita di pericoli, realizzato appositamente per la tv.

## Vita privata
Nel 1978 si è sposato con l'attrice Grecia Colmenares, all'epoca sedicenne; i due hanno divorziato nel 1984.

## Filmografia

### Cinema
- Cangrejo, regia di Román Chalbaud (1982)
- La casa de agua, regia di Jacobo Penzo (1984)
- Colt Comando 5.56, regia di César Bolívar (1986)
- Peperina, regia di Raúl de la Torre (1995)
- Devuelveme La Vida, regia di Alain Maiki (2016)
- Aurora, regia di Sebastian Marcano Olivier - cortometraggio (2016)
- Uma, regia di Alain Maiki (2018) anche produttore

### Serie TV
- Estefanía – serie TV, episodi 1x1 (1979)
- Capriccio e passione (Jugando a vivir) (1982)
- Topazio (Topacio) – serie TV, episodi 1x1-1x2-1x3 (1984)
- Cristal – serie TV, episodi 1x1 (1985)
- Amandoti (Amándote) – serie TV, episodi 1x1-1x2-1x3 (1988)
- Amándote II – serie TV, 150 episodi (1990)
- Principessa (Princesa) – serie TV, 19 episodi (1992)
- La donna del mistero 2 (Soy Gina) – serie TV, 19 episodi (1992)
- Inolvidable – serie TV, 79 episodi (1992)
- Lasciati amare (Déjate querer) – serie TV, 75 episodi (1993)
- Celeste 2 (Celeste siempre Celeste) – serie TV, 180 episodi (1993)
- Poliladrón (1994)
- Perla nera (Perla negra) – serie TV, 130 episodi (1994)
- Cara bonita – serie TV, 130 episodi (1994)
- Zingara – serie TV, episodi 1x1 (1996)
- La revancha – serie TV, episodi 1x1 (2000)
- Te amaré en silencio – serie TV, episodi 1x1 (2003)
- La ley del silencio – serie TV, episodi 1x1 (2005)
- El gato tuerto – serie TV, episodi 1x1 (2007)
- Encrujiada (2009)
- Show Business TV (2010)
- Aurora – serie TV, episodi 1x1 (2010)
- El fantasma de Elena – serie TV, episodi 1x2-1x117 (2010-2011)
- Una maid en Manhattan – serie TV, episodi 1x1 (2011)
- La casa de al lado – serie TV, 46 episodi (2011)
- 11-11 En mi cuadra nada cuadra – serie TV, episodi 1x1 (2013)
- Pasión prohibida – serie TV, 46 episodi (2013)
- Cosita Linda – serie TV, episodi 1x1 (2014)
- Reina de corazones – serie TV, 65 episodi (2014)
- Eva La Trailera – serie TV, 84 episodi (2016)
- La Fan – serie TV, episodi 1x66-1x67-1x68 (2017)
- Amar a muerte - telenovela (2019)

### Regista
- Chalino Sanchez: Una vida de peligros (2004)